# 莫里斯·居夫莱
莫里斯·居夫莱（法語：Maurice Gufflet，1863年8月15日—1915年4月22日），法国男子帆船运动员。他曾代表法国参加1900年夏季奥林匹克运动会帆船比赛，获得一枚银牌和一枚铜牌。